# Курметура (Бузеу)
Курметура (рум. Curmătura) — село у повіті Бузеу в Румунії. Адміністративно підпорядковане місту Нехою.
Село розташоване на відстані 106 км на північ від Бухареста, 48 км на північний захід від Бузеу, 135 км на захід від Галаца, 61 км на південний схід від Брашова.

## Населення
За даними перепису населення 2002 року у селі проживали 250 осіб, усі — румуни. Усі жителі села рідною мовою назвали румунську.